# 跨性別色情作品
跨性別色情作品是指以變性人或跨性別演員為主角的色情作品，而且以跨性別女性為主角的跨性別色情作品比以跨性別男性為主角的跨性別色情作品要來的多。跨性別女性通常與男性搭檔，但也有的跨性別女性會和其他女性（無論是跨性別女性還是順性別女性）搭檔。